# Rune Nielsen
Rune Nielsen (1976) è un ex sciatore alpino norvegese.

## Biografia
In Coppa Europa Nielsen esordì il 5 gennaio 1998 a Kranjska Gora in slalom gigante, senza completare la prova, ottenne il miglior piazzamento il 9 gennaio successivo a Donnersbachwald in slalom speciale (22º) e prese per l'ultima volta il via il 4 marzo 1999 a Gällivare in slalom gigante, senza completare la prova. Si ritirò durante la stagione 2005-2006 e la sua ultima gara fu uno slalom speciale FIS disputato il 18 febbraio a Bærum; non debuttò in Coppa del Mondo né prese parte a rassegne olimpiche o iridate.

## Palmarès

### Campionati norvegesi
- 1 medaglia:
  - 1 bronzo (combinata[senza fonte] nel 1998)